# Jaroslav Kladenský z Kladna
Jaroslav Kladenský z Kladna (okolo 1579 – 20. října 1636 Žitava) byl český šlechtic z rodu Kladenských z Kladna.
Jeho rodiči byli Jan Kladenský z Kladna a Maruše z Oškobrh. Vlastnil dvůr v Unhošti a poté v Černíkách u Českého Brodu. Po bitvě na Bílé hoře odmítl přestoupit na katolickou víru a odstěhoval se do zahraničí. Zemřel v Žitavě 20. října 1636 ve věku 57 let.